# Fenouillet (pomme)
Pour les articles homonymes, voir Fenouillet.
Fenouillet est le nom générique de différentes variétés de pommes majoritairement originaires d'Anjou et dont le goût rappelle le fenouil.
On peut citer parmi ces variétés :
- Fenouillet gris :

Synonymes : D'Épice d'Hiver, Fenouillet Roux, D'Anis, Du Ronduraut, Gorge de Pigeon, Anizier, Gros-Fenouillet, Petit-Fenouillet, Aromatic Russet, Caraway Russet, Spice, Fenouillet Anisé, Gros Fenouillet d'Or, Fenouillet Gris Anisé.
Le Lectier cite cette pomme en 1628 dans le Catalogue de son verger d'Orléans. 
C'est un cultivar vigoureux et fertile qui a l'avantage d'être résistant à la tavelure du pommier. La culture en plein-vent lui convient bien. Préférer la greffe en tête et non à ras de terre, autrement sa tige reste trop faible. Sous forme naine, il est plus fertile qu'en plein-vent et fait des arbres d'une grande régularité.
La pomme, de première qualité, a une peau rugueuse, à fond jaune sombre, entièrement lavée, réticulée de gris roussâtre et fortement ponctuée de gris cendré. La chair est blanche, jaunissant vite à l'air, assez tendre, inodore, croquante et des plus fines. Eau suffisante, très sucrée, sans aucune acidité, mais douée d'un parfum anisé-musqué aussi délicat que bien prononcé.
- Fenouillet rouge:

Synonymes : Bardin, Fenouillet Rouge Musqué, Court-Pendu de la Quintinye, Azeroly, Court Pendu Bardin, Black Tom 